# Galibier
Col du Galibier (2645 m n.p.m.) – przełęcz we francuskich Alpach Graickich.

## Geografia
Przełęcz Galibier znajduje się w grzbiecie, stanowiącym wododział między dwoma wielkimi rzekami francuskich Alp: Isère i Durance. Wody spływające spod przełęczy na północ poprzez potok la Valoirette i rzekę Arc trafiają do Isère, zaś wody spływające na południe – poprzez rzekę Guisane trafiają do Durance.
Przełęcz stanowi granicę między dwoma grupami górskimi: Arvan-Villards na zachodzie i Cerces (a dokładniej wchodzącym w jej skład pasmem Galibier) na wschodzie. Po stronie wschodniej nad przełęczą wznosi się szczyt Grand Galibier (3229 m n.p.m.), natomiast po stronie zachodniej – Pic des Trois Evêchés (3118 m n.p.m.).
Pic des Trois Evêchés jest punktem zwornikowym grzbietów wododziałowych: w kierunku południowo-wschodnim biegnie od niego ku przełęczy Lautaret i dalej w plątaninę grani grupy górskiej Écrins dalszy ciąg wododziału Isère i Durance, natomiast w kierunku północnym, ku charakterystycznym szczytom Aiguilles d’Arves, biegnie grań stanowiąca granicę dorzeczy Arc (na północy) i Romanche (na południu).

## Geologia
Budowa geologiczna i tektonika otoczenia przełęczy Galibier są bardzo urozmaicone. Sama przełęcz i opadająca spod niej na południe dolinka potoku Torrent de la Roche Noire są wycięte w stosunkowo mało odpornych utworach fliszowych poziomu ultradauphinois. W otoczeniu przełęczy występują też łupki i nieliczne warstwy wapieni poziomu subbriançonnais. Wśród skał tego poziomu spotkamy w bezpośrednim sąsiedztwie przełęczy także oryginalne wychodnie gipsów. Poszarpane granie masywu Grand Galibier zbudowane są już natomiast z masywnych warstw wapieni dolomitowych poziomu briançonnais.

## Droga przez przełęcz

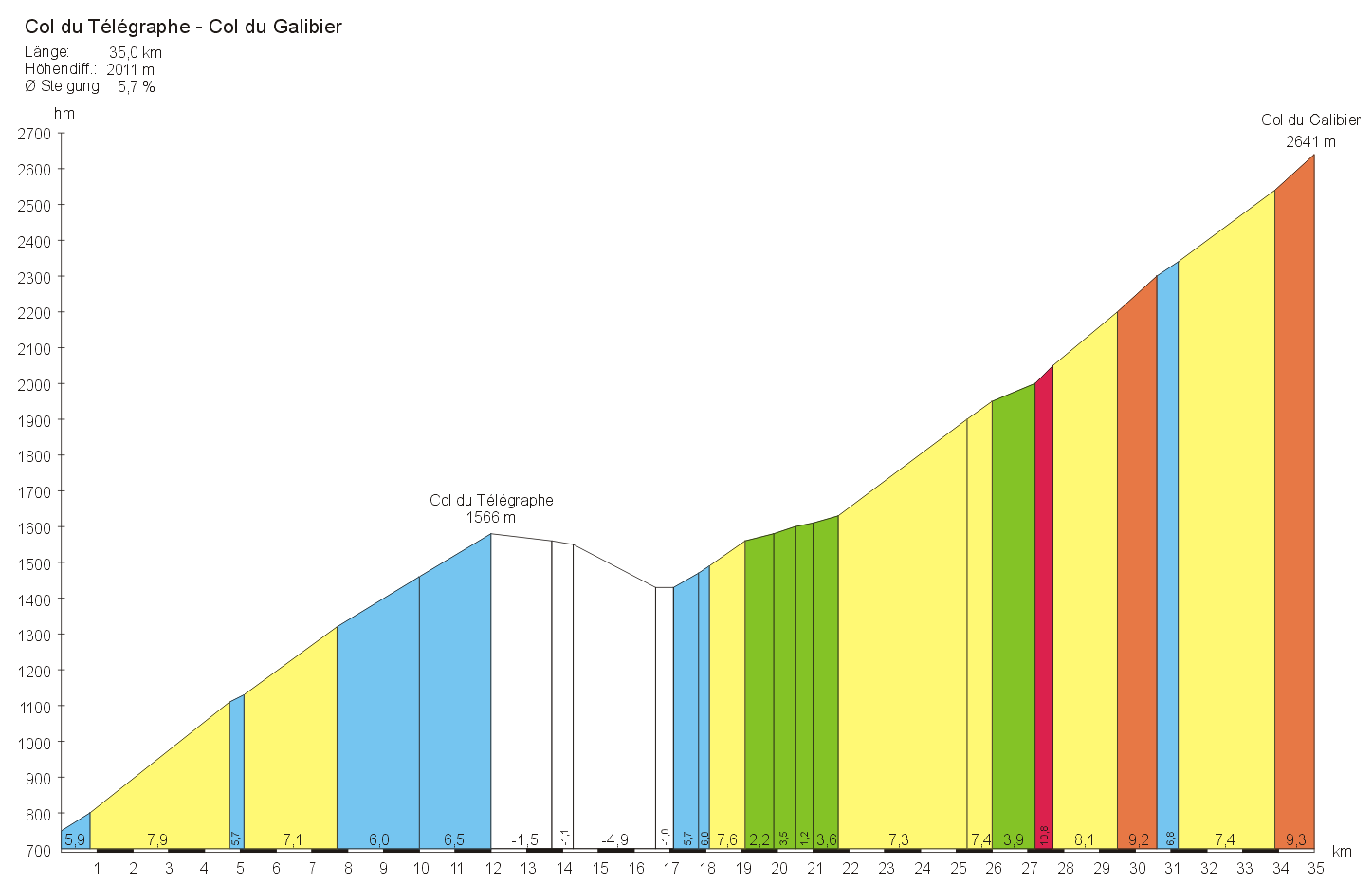
Profil podjazdu pod Galibier (wraz z podjazdem pod Télégraphe)

Przez przełęcz Galibier prowadzi ważna komunikacyjnie droga nr 902 z Saint-Michel-de-Maurienne w dolinie Arc przez przełęcz Télégraphe i miejscowość Valloire na przełęcz Lautaret, gdzie łączy się z drogą nr 91 Vizille – Briançon.
Pierwotny przebieg drogi na południowym stoku przełęczy Galibier, opadającym ku dolinie Guisane, był zdecydowanie odmienny od obecnego. Odgałęziała się ona od drogi z Briançon na wysokości 1970 m n.p.m., ok. 2 km przed przełęczą Lautaret i ciasnymi zakosami wiodła w górę ponad dolinką niewielkiego potoku, pokonując na długości 6 km aż 586 m różnicy wzniesień. Dzisiejsza trasa powstała w 1947, kiedy to przebudowano znaczne odcinki drogi nr 91 Briançon – przełęcz Lautaret, wyposażając je w osłony przeciwlawinowe. Należy również zaznaczyć, że pierwotnie szosa nie wspinała się na samo siodło przełęczy, przedostając się na drugą stronę grzbietu wydrążonym na wysokości 2556 m n.p.m. tunelem długości 370 m. Z uwagi na konieczność remontu tunelu w 1976 oddano do użytku odcinek drogi, omijający tunel i pokonujący grzbiet kilkoma wąskimi zakosami na stromych stokach (po ok. 1 km z każdej strony tunelu). Od 2002 można wybierać jedną z dwóch dróg (przez siodło przełęczy lub przez tunel), pamiętając o tym, że w tunelu szerokości zaledwie 4 m obowiązuje ruch wahadłowy! Kierują nim sygnalizatory świetlne i jest to najwyżej położona instalacja tego typu w Europie.
Droga przez przełęcz ma znaczne nachylenia. Podjazd południowy, od przełęczy Lautaret, długości ok. 8,5 km, ma średnie nachylenie profilu podłużnego ok. 7,4% (maksymalnie 12,1%). Dawna trasa podjazdu południowego (przed 1947) miała nachylenie aż 9,76%! Podjazd północny, od strony Valloire, długości ok. 18 km, ma nachylenie średnie ok. 7,2% (maksymalnie 11,8%). Z uwagi na znaczną wysokość i potężne opady śniegu droga przez przełęcz jest zamknięta zwykle od października do początku czerwca (a tunel jest zamknięty również „fizycznie”: zamykane są drewniane bramy na jego obu wylotach!). Pryzmy śniegu przy szosie leżą tu często przez całe lato.

## Tour de France
Na południowym podjeździe pod przełęcz, nieco przed tunelem, przy drodze znajduje się oryginalny pomnik. Upamiętnia on postać H. Desgrange'a, wielkiego championa kolarstwa końca XIX w. i inicjatora powołania w 1903 r. corocznego wyścigu kolarskiego Tour de France. Ze swą znaczną wysokością przełęcz Galibier jest często najwyższym punktem osiąganym przez kolarzy w czasie tego wyścigu. Po raz pierwszy Tour de France biegł przez tę przełęcz w 1911 roku. W edycji 2007 wyścigu najwyższym punktem trasy była, pokonywana tuż przed przełęczą Galibier, przełęcz l’Iseran (2770 m n.p.m.). Obecnie przyznawana jest specjalna nagroda Souvenir Henri Desgrange, dla każdego kolarza, który jako pierwszy przekroczy przełęcz. W 2006 roku wynosiła ona 5000 euro i została przyznana Michaelowi Rasmussenowi.
Podczas Tour de France 1935 śmierć poniósł Hiszpan Francisco Cepeda, który wypadł z zakrętu podczas zjazdu z  przełęczy. Kolarz wpadł do wąwozu, rozbijając czaszkę, w wyniku czego zginął na miejscu Była to pierwsza śmiertelna ofiara w historii Wielkiej Pętli.

### Zwycięzcy premii górskiej na Col du Galibier (od 1947 roku)
W roku 1996 ze względu na załamanie pogody zaplanowaną trasę przez przełęcz zmieniono i poprowadzono inną drogą.
| Rok  | Etap | Kategoria premii | Wygrywający premię   |
| ---- | ---- | ---------------- | -------------------- |
| 2011 | 19   | HC               | Andy Schleck         |
| 2011 | 18   | HC               | Andy Schleck         |
| 2008 | 17   | HC               | Stefan Schumacher    |
| 2007 | 9    | HC               | Mauricio Soler       |
| 2006 | 16   | HC               | Michael Rasmussen    |
| 2005 | 11   | HC               | Aleksandr Winokurow  |
| 2003 | 8    | HC               | Stefano Garzelli     |
| 2002 | 16   | HC               | Santiago Botero      |
| 2000 | 15   | HC               | Pascal Hervé         |
| 1999 | 9    | HC               | José-Luis Arrieta    |
| 1998 | 15   | HC               | Marco Pantani        |
| 1993 | 10   | HC               | Tony Rominger        |
| 1992 | 14   | HC               | Franco Chioccioli    |
| 1989 | 17   | HC               | Gert-Jan Theunisse   |
| 1987 | 21   | HC               | Pedro Muñoz          |
| 1986 | 18   | HC               | Luis Herrera         |
| 1984 | 18   | HC               | Francisco Rodriguez  |
| 1980 | 17   | HC               | Johan De Muynck      |
| 1979 | 17   | HC               | Lucien Van Impe      |
| 1974 | 11   | 1                | Vicente Lopez-Carril |
| 1973 | 8    | 1                | Luis Ocaña           |
| 1972 | 14a  | 1                | Joop Zoetemelk       |
| 1969 | 10   | 1                | Eddy Merckx          |
| 1967 | 10   | 1                | Julio Jiménez        |
| 1966 | 16   | 1                | Julio Jiménez        |
| 1964 | 8    | 1                | Federico Bahamontes  |
| 1959 | 18   | 2                | Charly Gaul          |
| 1957 | 10   | 1                | Marcel Janssens      |
| 1955 | 8    | 1                | Charly Gaul          |
| 1954 | 19   | 1                | Federico Bahamontes  |
| 1952 | 11   | 1                | Fausto Coppi         |
| 1948 | 14   | 2                | Lucien Teisseire     |
| 1947 | 8    | 1                | Fermo Camellini      |

## Galeria

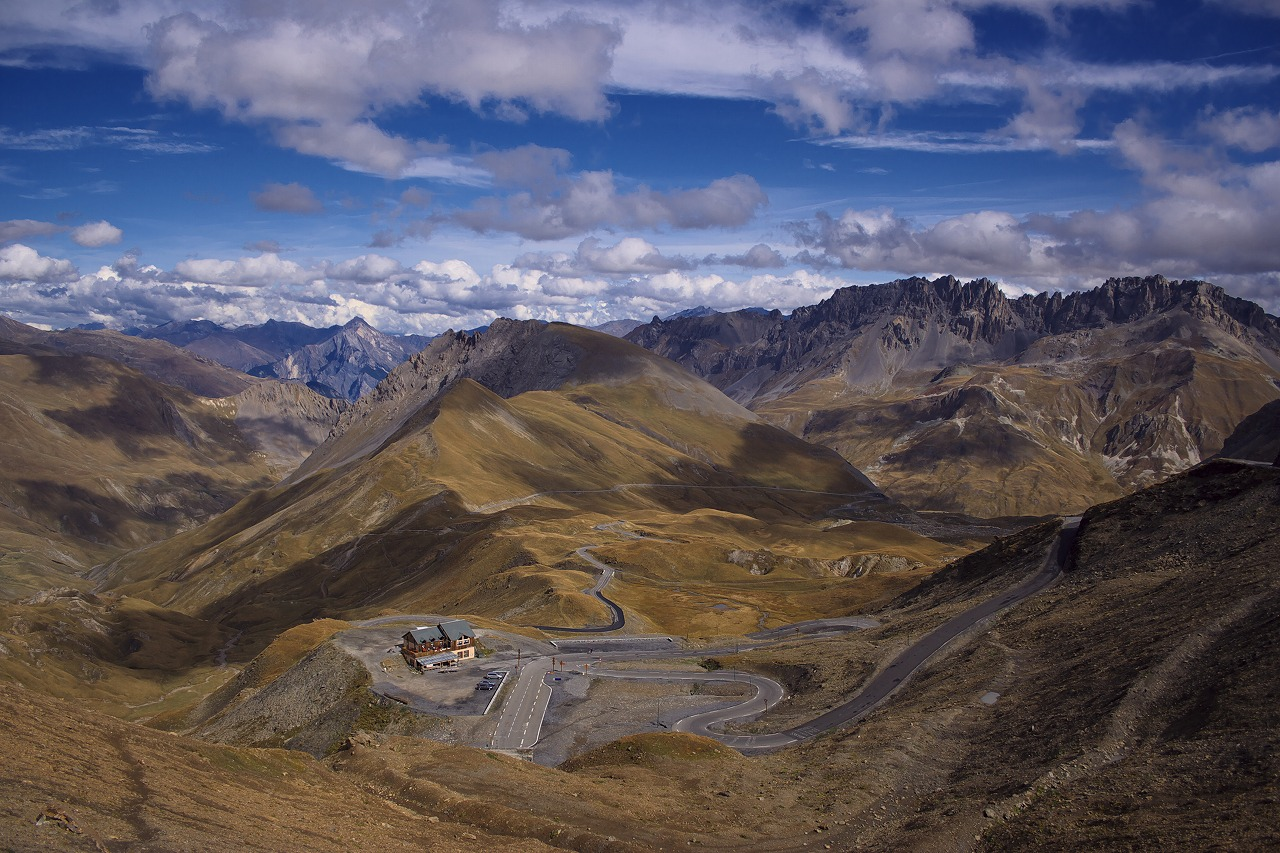
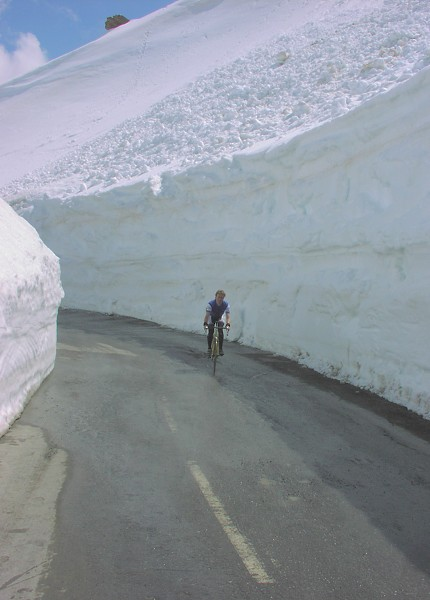
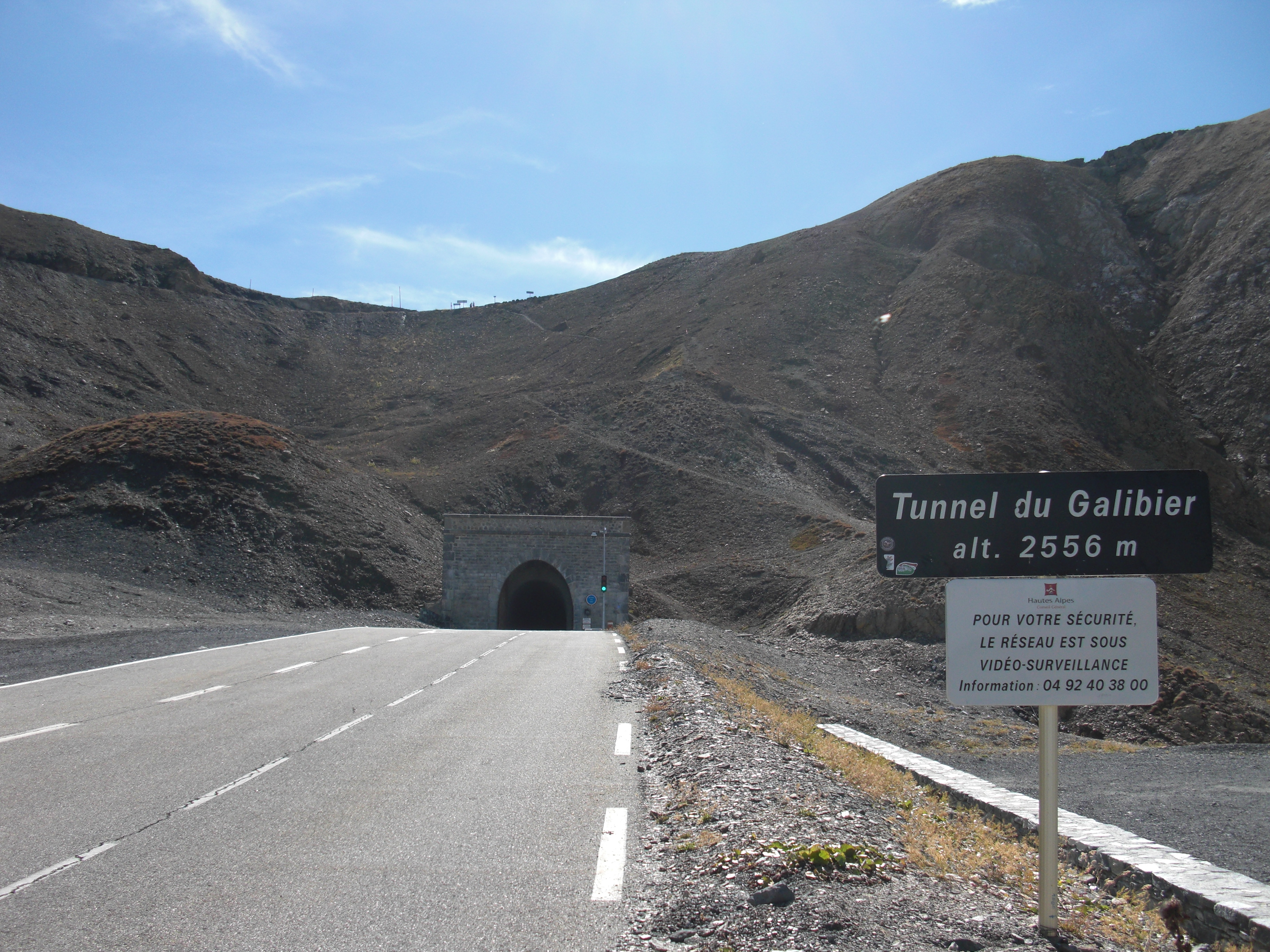
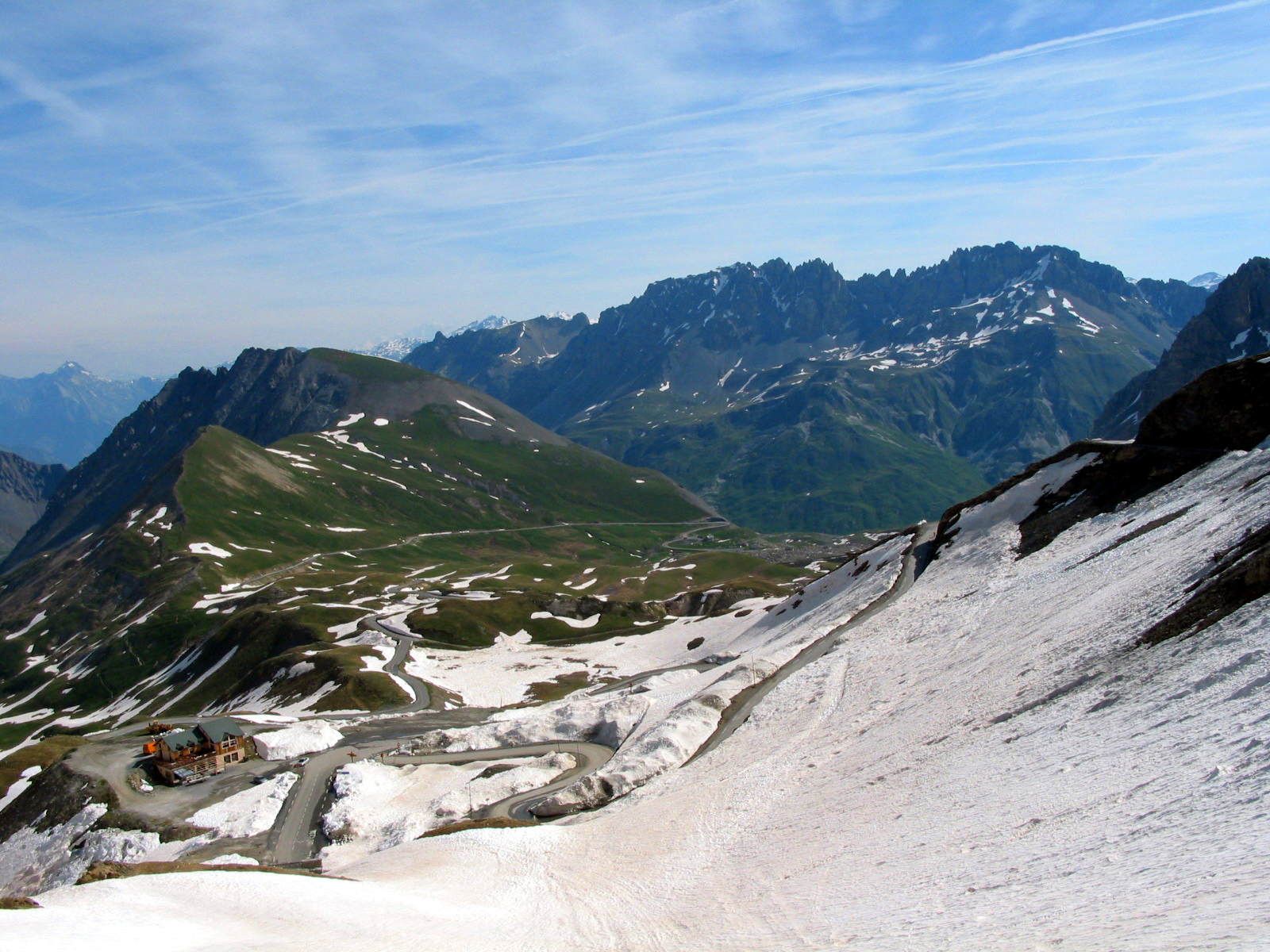